# Saint-Ybars
Saint-Ybars là một xã trong vùng Occitanie, thuộc tỉnh Ariège, quận Pamiers, tổng Le Fossat. Tọa độ địa lý của xã là 43° 14' vĩ độ bắc, 01° 23' kinh độ đông. Saint-Ybars nằm trên độ cao trung bình là 290 mét trên mực nước biển, có điểm thấp nhất là 213 mét và điểm cao nhất là 334 mét. Xã có diện tích 24,31 km², dân số vào thời điểm 1999 là 561 người; mật độ dân số là 23 người/km².

## Thông tin nhân khẩu
| 1962 | 1968 | 1975 | 1982 | 1990 | 1999 |
| ---- | ---- | ---- | ---- | ---- | ---- |
| 635  | 654  | 524  | 476  | 512  | 561  |